# Alexander Huber (football)
Pour les articles homonymes, voir Huber.
Alexander Huber (né le 25 février 1985 à Léninabad) est un footballeur allemand avec un passeport russe.

## Biographie
Jusqu'en décembre 2006, Huber a joué pour l'Eintracht Francfort, puis a été transféré à l'Eintracht Brunswick.
Après la relégation de Brunswick, il se retrouve sans contrat. Il s'entraîne alors avec son ancien club de Francfort jusqu'à ce qu'il signe pour l'équipe réserve du Hambourg SV.
Il y reste une saison avant de rejoindre les Kickers Offenbach pour trois saisons. En 2011, il rejoint le FSV Francfort.